# Serra del Tallat
La serra del Tallat est un massif montagneux de Catalogne, située à la limite des comarques d'Urgell (au nord, dans la province de Lérida) et de la Conca de Barberà (au sud, dans la province de Lérida). Elle fait partie de la Cordillère prélittorale catalane. Son sommet le plus élevé est le Tossal Gros de Vallbona (803 m). Depuis 2007, elle abrite un parc éolien d'une capacité de 49,5 MW.

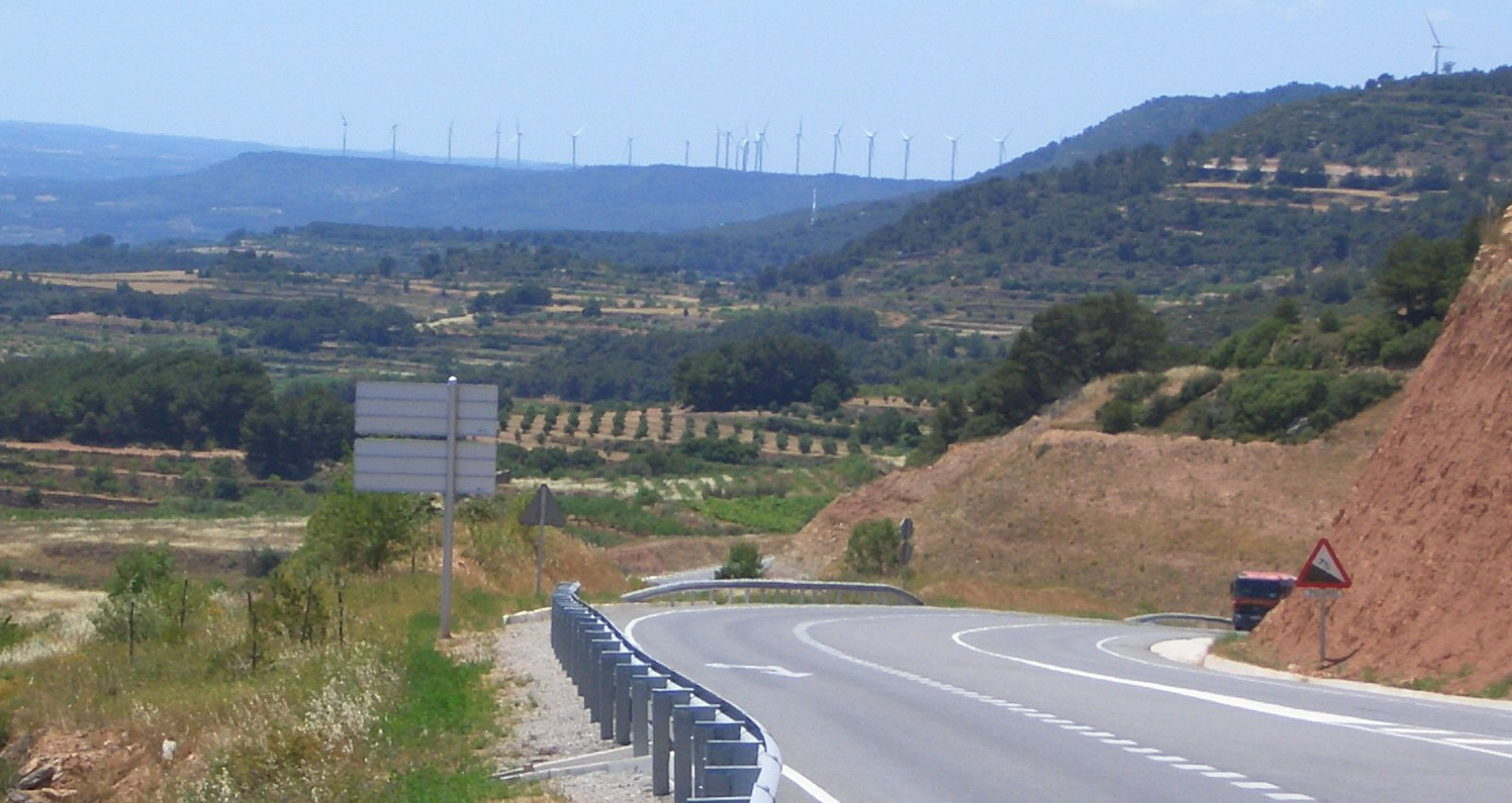
Vue de la serra del Tallat.